# 阿科潘帕區

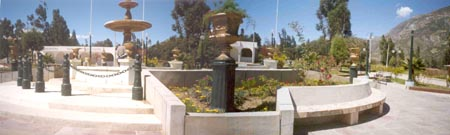

阿科潘帕區（西班牙語：Distrito de Acopampa），是秘魯的一個區，位於該國北部安卡什大區的卡爾瓦斯省，始建於1941年12月5日，面積14.17平方公里，海拔高度2,725米，2005年人口2,338，人口密度為每平方公里160人。